# Their Satanic Majesties Request
A Their Satanic Majesties Request a The Rolling Stones együttes hatodik stúdióalbuma (és egyetlen pszichedelikus albuma), amely 1967. december 8-án jelent meg. A cím a brit útlevelekben található „Her Britannic Majesty requests and requires… – Őfelsége kéri és követeli…” kezdetű szöveg paródiája.
Az album felvétele a Between the Buttons megjelenése után szinte rögtön elkezdődött, de a bírósági tárgyalások és börtönbüntetések miatt sokáig húzódott. Ez volt a zenekar első albuma, mely minden országban ugyanazokkal a dalokkal jelent meg.
A Their Satanic Majesties Request fogadtatása nem volt kedvező, sokan a The Beatles Sgt. Pepper’s Lonely Hearts Club Band című albumának lemásolására tett ügyetlen kísérletnek tartják. Az eladások eleinte biztatóan alakultak (UK #3; US #2), de aztán hirtelen csökkenni kezdtek. A közönség reakciója, valamint Jagger és Richards elutasító magatartása a flower power mozgalommal szemben fordulópontot jelentett; a Stones 1968-ban visszatért a blueshoz, amivel annak idején népszerűek lettek.
Visszatekintve az album egy különleges, kreatív műve a zenekarnak. Fontos szerepet kap benne Brian Jones zenei kísérletezése és eklekticizmusa, valamint John Paul Jones hangszerelő (a Led Zeppelin későbbi basszusgitárosa) közreműködése. Az album egy szabadabb stílusnak engedhetett volna teret, de ezt feladták a biztosabb bluesos és countrys hangzásért. A Sgt. Pepper’s Lonely Hearts Club Bandhez hasonlóan a Their Satanic Majesties Request is a kor pszichedelikus hangulatát tükrözi, ám a Beatles albumával szemben kudarcnak tartották, bár az évek során a kritikusok is meglágyultak (például Robert Christgau B+ kritikája). Az albumot különösen sokra tartja a The Brian Jonestown Massacre nevű zenekar, mely 1995-ös albumát Their Satanic Majesties' Second Request címmel jelentette meg.
Az első példányok borítóján egy háromdimenziós kép volt látható a zenekarról, amit a későbbi kiadásokon egy hagyományos fotó váltott fel. A másik három album, mely különleges borítóval jelent meg: az 1971-es Sticky Fingers (valódi cipzár a borítón), az 1978-as Some Girls (kivágható arcok) és az 1983-as Undercover (matricák).
A KISS Dynasty (1979) című albumán feldolgozta a 2000 Man című dalt. Ez a változat hosszabb az eredetinél, majdnem 5 perces.

## Az album dalai
Minden dalt Mick Jagger és Keith Richards írt, kivéve, ahol jelölve van.
1. "Sing This All Together" – 3:47
  - Mick Jagger – ének, ütőhangszerek, vokál
  - Keith Richards – gitár, vokál
  - Brian Jones – fuvola, trombita és más rézfúvósok, Mellotron, ütőhangszerek
  - Bill Wyman – basszusgitár
  - Charlie Watts – dob, ütőhangszerek
  - Nicky Hopkins – zongora
  - John Lennon – vokál, ütőhangszerek
  - Paul McCartney – vokál, ütőhangszerek
2. "Citadel" – 2:51
  - Mick Jagger – ének
  - Keith Richards – gitár
  - Brian Jones – csembaló, Mellotron, rézfúvósok
  - Bill Wyman – basszusgitár
  - Charlie Watts – dob, ütőhangszerek
  - Nicky Hopkins – zongora
3. "In Another Land" (Bill Wyman) – 3:14
  - Mick Jagger – vokál
  - Keith Richards – vokál
  - Brian Jones – Mellotron
  - Bill Wyman – ének, basszusgitár, Mellotron
  - Charlie Watts – dob, ütőhangszerek
  - Ian Stewart – orgona
  - Steve Marriott – gitár, zongora, vokál
  - Nicky Hopkins – csembaló
  - Ronnie Lane – vokál
4. "2000 Man" – 3:08
  - Mick Jagger – ének
  - Keith Richards – gitár
  - Brian Jones – orgona
  - Bill Wyman – basszusgitár
  - Charlie Watts – dob, ütőhangszerek
5. "Sing This All Together (See What Happens)" – 8:34
  - Mick Jagger – ének, ütőhangszerek, vokál
  - Keith Richards – gitár, vokál
  - Brian Jones – fuvola, trombita és más rézfúvósok, Mellotron, ütőhangszerek
  - Bill Wyman – basszusgitár
  - Charlie Watts – dob, ütőhangszerek
  - Nicky Hopkins – zongora
  - John Lennon – vokál, ütőhangszerek
  - Paul McCartney – vokál, ütőhangszerek
6. "She's a Rainbow" – 4:35
  - Mick Jagger – ének, ütőhangszerek, vokál
  - Keith Richards – gitár, vokál
  - Brian Jones – zongora, Mellotron, ütőhangszerek, vokál
  - Bill Wyman – basszusgitár, vokál
  - Charlie Watts – dob, ütőhangszerek
  - Nicky Hopkins – zongora
  - John Paul Jones – vonós hangszerelés
7. "The Lantern" – 4:23
  - Mick Jagger – ének
  - Keith Richards – akusztikus- és elektromos gitár, vokál
  - Brian Jones – akusztikus gitár, rézfúvósok
  - Bill Wyman – basszusgitár
  - Charlie Watts – dob, ütőhangszerek
  - Nicky Hopkins – zongora
8. "Gomper" – 5:09
  - Mick Jagger – ének
  - Keith Richards – gitár, vokál
  - Brian Jones – szitár, sarod, tambura, tabla, ütőhangszerek, fuvola, orgona
9. "2000 Light Years from Home" – 4:45
  - Mick Jagger – ének, ütőhangszerek
  - Keith Richards – gitár
  - Brian Jones – Mellotron, zongora
  - Bill Wyman – basszusgitár
  - Charlie Watts – dob, ütőhangszerek
10. "On with the Show" – 3:39
  - Mick Jagger – ének, ütőhangszerek
  - Keith Richards – gitár
  - Brian Jones – Mellotron, ütőhangszerek
  - Bill Wyman – basszusgitár, Mellotron, ütőhangszerek
  - Charlie Watts – dob, ütőhangszerek
  - Nicky Hopkins – zongora

## Közreműködők
Együttes
- Mick Jagger – ének, ütőhangszerek
- Keith Richards – akusztikus- és elektromos gitár, vokál
- Brian Jones – gitár, Mellotron, orgona, zongora, csembaló, rézfúvósok, tambura, szitár, tabla, sarod, fuvola, ütőhangszerek, vokál
- Bill Wyman – basszusgitár, ének, orgona, ütőhangszerek, Mellotron
- Charlie Watts – dob, ütőhangszerek

Vendégzenészek
- Ian Stewart – zongora, orgona
- Nicky Hopkins – zongora, csembaló
- John Lennon – vokál, ütőhangszerek
- Paul McCartney – vokál, ütőhangszerek
- Steve Marriott – akusztikus gitár, zongora, vokál
- Ronnie Lane – vokál
- John Paul Jones – vonós hangszerelés

Produkció
- Glyn Johns – hangmérnök
- Gus Skinas – hangmérnök
- Glen Kolotkin – hangmérnök
- The Rolling Stones – producer